# サッスオーロ
サッスオーロ（伊: Sassuolo）は、イタリア共和国エミリア＝ロマーニャ州モデナ県にある都市であり、その周辺地域を含む人口約41,000人の基礎自治体（コムーネ）。モデナ、カルピに次ぎ、県内で第三位の人口を持つコムーネである。

## 地理

### 位置・広がり

#### 隣接コムーネ
隣接するコムーネは以下の通り。括弧内のREはレッジョ・エミリア県所属を示す。
- カザルグランデ (RE)
- カステッララーノ (RE)
- フィオラーノ・モデネーゼ
- フォルミージネ
- プリニャーノ・スッラ・セッキア
- セッラマッツォーニ

### 気候分類・地震分類
サッスオーロにおけるイタリアの気候分類 (it) および度日は、zona E, 2447 GGである。
また、イタリアの地震リスク階級 (it) では、zona 2 (sismicità media) に分類される。

## 行政

### 分離集落
サッスオーロには、以下の分離集落（フラツィオーネ）がある。
- Montegibbio, Salvarola Terme, San Michele dei Mucchietti

## 姉妹都市
- イルシーナ、イタリア マテーラ県 - 1991
- ルーコリ、イタリア ラクイラ県 - 2011

## スポーツ
セリエＡ・USサッスオーロ・カルチョの本拠地がある。